# Георгий II (царь Имеретии)
Георгий II (груз. გიორგი II; ум. 1585) — царь Имеретии. Царствовал с 1565 по 1585 год. Старший сын и преемник имеретинского царя Баграта III.

## Биография
В 1565 году после смерти своего отца Баграта III принц Георгий занял имеретинский царский престол, но в делах управления государством принимал участи с 1548 года. Георгий II примирился с князьями Ростомом Гуриели и Леваном Дадиани. В 1556 году в Имеретии нашел убежище картлийский царь Луарсаб I, вынужденный покинуть свои владения. В 1562 году имеретинский царь Георгий примирился с атабегом Самцхе Кайхосро.
В 1578 году огромная турецкая армия под командованием Лала-паши вторглась в Имеретию. Царь Георгий II собрал свои силы и встретил турок на Лихской горе. В ожесточенной битве превосходящие силы противника были разгромлены.
В 1581 году по требованию турецкого главнокомандующего Синан-паши имеретинский царь Георгий со своим войском и отрядами Дадиани и Гуриели совершил поход против картлийского царя Симона, поднявшего восстание против Турции. Георгий II вторгся во внутреннюю Картли и опустошил её, не найдя местных жителей, которые укрылись в горах. В том же 1581 году Георгий II приказал арестовать своего младшего брата Константина, но затем примирился с ним.

## Семья
Был женат три раза. От первой жены (ум. 1561), имя которой неизвестно, имел сына Александра (ум. 1558).
В 1563 году во второй раз женился на Русудан Шервашидзе (ум. 1578). Дети от второго брака: Баграт (1565—1578) и Леван (1573—1590), царь Имеретии (1586—1589).
В третий раз женился на Тамаре, дочери князя Шермазана Диасамидзе, от брака с которой родились сыновья Александр и Мамия (упоминаются в 1684 году).